# Biffy Clyro
I Biffy Clyro sono un gruppo musicale alternative rock scozzese dell'Ayrshire.

## Storia del gruppo

### Formazione e primi anni (1995-2000)
La prima incarnazione di quello che sarebbero poi diventati i Biffy Clyro viene fondata nel 1995 dal quindicenne Simon Neil, che recluta per la sua band il batterista Ben Johnston e un bassista noto come Barry, iniziando a suonare sotto il nome di Screwfish. Barry viene presto rimpiazzato da James Johnston, fratello gemello di Ben, e i tre passano i tre anni successivi a provare e comporre nuove canzoni. Simon Neil ha commentato quel periodo dicendo: «In quel periodo probabilmente sembravano come qualunque altro gruppo avesse ascoltato i Nirvana. Stavamo scoprendo gli effetti di distorsione. Poi per un periodo siamo diventati leggermente più punk. Credo che ci voglia un po' per capire esattamente quello che vuoi fare. All'inizio vuoi solamente somigliare ai tuoi gruppi preferiti, ma dopo un po' ti rendi conto che forse tu potresti diventare il tuo gruppo preferito».
Il 31 gennaio 1995 suonano il loro primo concerto sotto il nome i Skrewfish come gruppo di apertura per una band chiamata Pink Kross al Key Youth Center nell'East Kilbride. Nel 1997 il trio si trasferisce a Glasgow, dove Neil frequenta l'Università di Glasgow studiando musica elettronica, mentre i gemelli si iscrivono allo Stow College, dove studiano ingegneria del suono.
Dopo aver suonato dei concerti nell'area di Glasgow e aver ricevuto reazioni positive ed entusiastiche da parte del pubblico, il gruppo viene scoperto da Dee Bahl, che diventa il loro manager. Bahl gli offre l'opportunità di pubblicare un singolo indipendente tramite l'etichetta discografica di Babi Yaga degli Aereogramme. Iname viene pubblicata il 28 giugno 1999; il primo passaggio in radio viene sulla Northsound Radio nel programma di Jim Gellatly. Grazie a questo primo singolo, la Electronic Honey, etichetta discografica dello Stow College, li sceglie per pubblicare un disco. thekidswhopoptodaywillrocktomorrow viene pubblicato il 13 giugno 2000; dopo averlo ascoltato, il DJ di BBC Radio Scotland Vic Galloway inizia a passare la loro musica in radio. Pochi giorni prima della pubblicazione di thekidswhopoptodaywillrocktomorrow, il gruppo viene notato da un rappresentante della Beggars Banquet Records durante la loro esibizione a T in the Park sul palco delle Unsigned Bands. Poco dopo, la band firma un contratto con tale etichetta indipendente.

### Blackened Sky,The Vertigo of BlisseInfinity Land(2000-2005)
Il 9 aprile 2001 viene pubblicato il singolo 27. Una canzone di thekidswho.. intitolata Justboy viene poi registrata nuovamente e pubblicata come singolo il 1º ottobre 2001. Anche un altro pezzo, 57, viene registrato di nuovo per poi essere pubblicato come singolo il 4 febbraio 2002. L'album di debutto dei Biffy Clyro, Blackened Sky, viene dunque pubblicato l'11 marzo 2001, ottenendo recensioni positive. In questo periodo il gruppo inizia un ampio tour, e il 20 marzo aprono il concerto dei Weezer alla Barrowland Ballroom di Glasgow. Il 15 luglio esce il quarto singolo dell'album, Joy.Discovery.Invention, pubblicato come doppio A-side insieme a una canzone inedita intitolata Toys, Toys, Toys, Choke, Toys, Toys, Toys, che poi apparirà in The Vertigo of Bliss.
Nel 2003 la band si ritira nello studio di registrazione di Linford Manor nel Great Linford, Milton Keynes, per registrare il seguito di Blackened Sky. Il 24 marzo esce un nuovo singolo intitolato The Ideal Height, seguito a breve da un altro singolo dal titolo Questions and Answers, pubblicato il 26 maggio. Il secondo album dei Biffy Clyro, The Vertigo of Bliss, viene pubblicato il 16 giugno, ottenendo recensioni positive, in particolar modo per lo stile più sperimentale rispetto all'album di debutto.
Dopo essere stata in tour senza sosta per The Vertigo of Bliss, la band si ritira nuovamente in studio di registrazione ai Monnow Valley Studios di Monmouth, nel Galles, per registrare il terzo album. Come per l'album precedente, anche in questo caso vengono pubblicati due singoli prima dell'uscita del disco: il 9 agosto e il 20 settembre escono rispettivamente Glitter and Trauma e My Recovery Injection. Il 31 marzo viene anche pubblicato un singolo digitale dal titolo There's No Such Thing As A Jaggy Snake. Infinity Land, terzo album dei Biffy Clyro, viene pubblicato il 4 ottobre, seguito il 14 febbraio 2005 dal singolo Only One Word Comes To Mind. Il 16 febbraio i Biffy Clyro suonano una cover dal vivo di Take Me Out dei Franz Ferdinand sulla BBC Radio 1 durante lo spettacolo radiofonico di Zane Lowe. Il progetto parallelo di Simon Neil, i Marmaduke Duke, pubblica un album nel 2005 intitolato The Magnificent Duke, e Simon parte in tour per il Regno Unito insieme ai gemelli Johnston, che accompagnano la band al basso e alla batteria.

### Puzzlee il successo mainstream (2007-2009)
Nel 2006 i Biffy Clyro lasciano la Beggars Banquet e firmano un contratto con la 14th Floor Records, una ramificazione della Warner Bros. A settembre il gruppo si trasferisce in Canada per registrare il quarto album al The Warehouse Studio di Vancouver insieme a Mike Fraser, e al The Farm Studio di Gibsons, nella Columbia Britannica. Il 25 dicembre viene pubblicato come singolo digitale la canzone Semi-Mental. Il 5 marzo 2007 viene pubblicata la canzone Saturday Superhouse, che raggiunge il 13º posto nella Official Singles Chart, la posizione più elevata raggiunta dalla band all'epoca.
Puzzle esce a giugno, e porta i Biffy Clyro alla posizione più alta mai raggiunta nella Official Albums Chart: l'album arriva alla 2ª posizione nelle prime due settimane dalla pubblicazione, e viene votato come miglior album del 2007 dalle riviste musicali Kerrang! e da Rock Sound. L'album raggiunge anche la 17ª posizione in Irlanda e la 39ª nel mondo intero. Ottiene il disco d'oro nel Regno Unito, vendendo più di 220 000 copie.

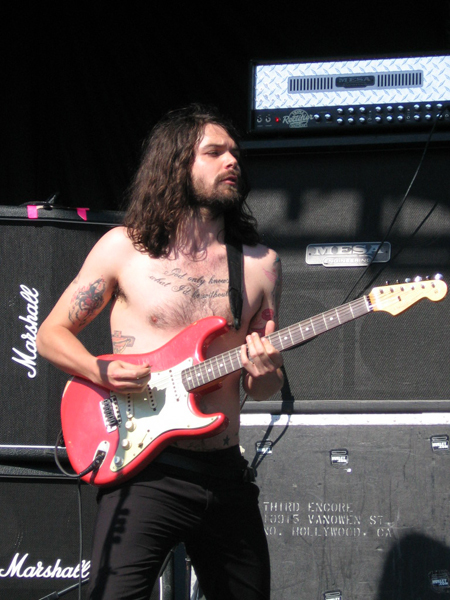
Simon Neil durante il Warped Tour 2007

I Biffy Clyro aprono i concerti per band come i Muse, The Who, Red Hot Chili Peppers, e The Rolling Stones, riuscendo in tal modo ad ampliare notevolmente la loro base di fan. Nel 2007 la band suona anche al Download Festival, al Glastonbury Festival, al Reading and Leeds Festival e a T in the Park. Il 25 agosto viene annunciato che Machines sarebbe stato il nuovo singolo estratto da Puzzle, e viene infatti pubblicato l'8 ottobre. I Biffy Clyro aprono i concerti dei Linkin Park per il loro tour europeo in gennaio. Nel 2008 suonano con i Queens of the Stone Age per il loro tour europeo e nordamericano, e aprono il concerto dei Bon Jovi a Twickenham per il Lost Highway Tour.

### Only Revolutions(2009-2011)
A luglio 2008 i Biffy Clyro pubblicano un nuovo singolo intitolato Mountains, che raggiunge la quinta posizione nella Official Singles Chart, diventando così la prima canzone della band a raggiungere la top 10. Pubblicato originariamente come singolo a sé stante, in seguito Mountains viene incluso nel nuovo album. In un'intervista con la rivista inglese NME, la band afferma di aver già iniziato a lavorare sul seguito di Puzzle. Simon Neil dichiara che il nuovo album comprenderà alcuni riff molto pesanti, mentre Ben Johnston, parlando con XFM, rivela di avere già pronte 16 demo. Parlando con Kerrang magazine, Neil afferma che «le parti soft sono più soft, le parti hard sono più hard..», facendo il verso a come le band in generale tendano sempre ad etichettare i loro album in uscita come i più hard e al tempo stesso i più melodici della loro carriera. La band lavora di nuovo insieme al produttore di Puzzle, Garth Richardson, presso gli Ocean Way studios. Un articolo di Kerrang! pubblicato a marzo 2009 afferma che i Biffy Clyro hanno in programma di entrare in studio ad aprile, e rivela il titolo provvisorio dell'album: Boom, Blast and Ruin. Sul sito ufficiale della band, ogni settimana vengono rivelate una alla volta le lettere che compongono il titolo dell'album, finché non viene svelato il titolo completo, 'Only Revolutions'.
Ad aprile 2009, Simon Neil afferma: Iniziamo a registrare il 1º maggio e andremo a farlo a Los Angeles di nuovo insieme a Garth Richardson, che ha lavorato sull'ultimo album. Lo faremo agli Ocean Way Studios, dove Frank Sinatra ha registrato My Way, nello stesso studio. Dovremmo aver completato tutto per agosto e dovrebbe uscire verso settembre. Beh, questo è il programma, ma se non sarà per allora, sicuramente sarà prima della fine dell'anno. Il 20 aprile 2009 i Biffy Clyro registrano una rara versione di Mountains su un balcone che affaccia sulla Reeperbahn di Amburgo per il programma musicale BalconyTV. Simon Neil dichiara «è stata la sessione più figa che abbiamo mai fatto».
A luglio 2009 Kerrang riporta che i Biffy Clyro stanno filmando il video per il primo singolo dell'album, That Golden Rule. Il video viene girato il 1º luglio a Londra, e la band dichiara che la canzone è «come se i Kyuss e i Tool suonassero con qualche stramboide scozzese che ci grida sopra». That Golden Rule viene trasmessa in radio per la prima volta l'8 luglio durante la trasmissione di Zane Lowe su BBC Radio 1, durante la quale viene anche indicata come data ufficiale di uscita del singolo il 23 agosto 2009. La canzone riesce a entrare nella top 10 della Official Singles Chart. Il 26 ottobre 2009 esce il nuovo singolo The Captain, pubblicato anche questa volta dopo un primo ascolto sul programma di Lowe dell'8 settembre. Viene anche confermato che la band aprirà i concerti dei Muse per le 14 date del loro tour europeo. Il 9 novembre 2009 finalmente esce Only Revolutions. La band viene inserita nella formazione del maggior festival musicale neozelandese, il Rhythm & Vines, presso il Waiohika Estate Vineyard di Gisborne, che si sarebbe tenuto il 29 dicembre, ma a causa di «interventi medici minori» richiesti da 2 membri della band, la loro presenza al festival viene ritratta. Il 24 febbraio 2010 il video The Captain vince un NME Award for Best Video. Nel corso del 2010, i Biffy Clyro inoltre si esibiscono sul Main Stage a T in the Park, ai festival di Oxegen e di Reading and Leeds. Viene annunciato che saranno la band di apertura per il concerto dei Muse al Wembley Stadium dell'11 settembre, esibendosi dopo gli I Am Arrows e i White Lies.

### Opposites(2011-2014)
Il 2 e 3 luglio 2011 i Biffy Clyro hanno aperto il concerto dei Foo Fighters al Milton Keynes Bowl in Inghilterra davanti a 130.000 fan (65.000 per ogni serata). Domenica 9 luglio 2011 sono stati gli headliner sul main stage (l'Apollo Stage) del Sonisphere Festival che si tiene alla Knebworth House. Il giorno seguente, sono stati gli headliner sul main stage (il West Stage) di Wakestock di Cardigan Bay, nel North Wales. Sempre nel 2011, i Biffy Clyro hanno aperto il concerto dei Metallica a Bangalore, in India.
In una recente intervista con la rivista inglese NME, i Biffy Clyro hanno affermato di star lavorando su 22 tracce per il nuovo album. La band ha anche confermato le voci secondo cui il 6º album sarà un doppio album, e hanno dichiarato di sperare di riuscire a pubblicarlo per l'estate 2012.
Sempre in un'intervista con NME, la band ha svelato che i nuovi album si intitoleranno The Land at the End of Our Toes e The Sand at the Core of Our Bones. Successivamente è stato confermato che questi non saranno i nomi di due album diversi, ma saranno i nomi dei due CD che compongono il doppio album in uscita a gennaio 2013 intitolato Opposites.
Dal 17 maggio 2012 la band ha permesso ai fan di osservare il processo di registrazione dei due nuovi dischi tramite una webcam collegata a uno streaming sul loro sito ufficiale. Uscito il 28 gennaio 2013 "Opposites" è il primo album della band ad aver raggiunto il N.1 nella classifica UK. La copertina è una delle ultime opere di Storm Thorgerson, grafico inglese celebre per aver realizzato la cover di "The dark side of the moon" dei Pink Floyd, oltre a numerose altre copertine per Led Zeppelin, Black Sabbath e Genesis. A seguito dell'uscita di "Opposites" i Biffy Clyro hanno intrapreso, a marzo 2013, un tour nelle arene in Europa seguito da alcune date in USA. Il tour americano, tuttavia, si è interrotto bruscamente il 18 aprile 2013 a causa di un problema di salute del frontman Simon Neil. Sul loro sito ufficiale, comunque, i Biffy Clyro hanno specificato che le date previste per l'estate 2013 si terranno regolarmente. In Italia hanno aperto il concerto dei Muse allo Stadio Olimpico di Torino il 29 giugno, in occasione dell'Unsustainable Tour 2013 della band guidata da Matthew Bellamy. Il 25 agosto 2013 i Biffy Clyro hanno suonato al Reading festival per la prima volta come headliner.

### Ellipsis
Nell'estate 2016 il gruppo ha pubblicato il suo settimo album in studio, intitolato Ellipsis, dal quale è stato estratto il singolo Re-Arrange.

### L'esperienzaunpluggede la colonna sonoraBalance, Not Symmetry(2018-2019)
Nella primavera del 2018 i Biffy Clyro pubblicano il loro primo album live in versione acustica, dal titolo MTV Unplugged: live at Roundhouse London, registrato nella prestigiosa Roundhouse di Londra l'8 novembre dell'anno precedente, sulle orme di altre rockband di fama mondiale come Nirvana, Pearl Jam e R.E.M.
Nei mesi successivi, la band suona in alcuni teatri e location "intime" in giro per il mondo, portando al pubblico uno spettacolo emozionante e apparentemente molto lontano dalle esibizioni adrenaliniche alle quali i loro fan sono stati abituati nel corso degli anni.
Nella primavera del 2018, i Biffy Clyro annunciano che sono al lavoro assieme al regista Jamie Adams per produrre un film accompagnato da una colonna sonora interamente originale scritta dalla band. Il film debutta all'Edinburgh Film Festival il 23 giugno 2019. L'album colonna sonora, dal titolo Balance, Not Symmetry, viene pubblicato in versione digitale il 17 maggio 2019, per poi essere reso disponibile in vinile il 26 luglio. Il film annovera all'interno del proprio cast Laura Harrier, Bria Vinaite, Tasmin Egerton, Freya Mavor, Kate Dickie, Scott Miller e Lily Newmark.
Nella seconda parte del 2020 è stato pubblicato il singolo Space.

## Formazione
Stabili
- Simon Neil – voce, chitarra
- James Johnston – voce, basso
- Ben Johnston – voce, batteria

Turnisti
- Mike Vennart – chitarra, cori (2007, 2010-presente)
- Richard "Gambler" Ingram – chitarra, piano (2012-presente)

## Discografia

### Album in studio
- 2002 – Blackened Sky
- 2003 – The Vertigo of Bliss
- 2004 – Infinity Land
- 2007 – Puzzle
- 2009 – Only Revolutions
- 2013 – Opposites
- 2016 – Ellipsis
- 2019 – Balance, Not Symmetry
- 2020 – A Celebration of Endings
- 2021 – The Myth of the Happily Ever After

### Raccolte
- 2008 – Singles 2001-2005
- 2009 – Missing Pieces
- 2010 – Lonely Revolutions
- 2014 – Similarities

### Album dal vivo
- 2011 – Revolutions: Live at Wembley
- 2013 – Opposites: Live from Glasgow
- 2018 – MTV Unplugged:Live from London

### EP
- 2000 – Thekidswhopoptodaywillrocktomorrow

### Singoli
- 1999 – Iname
- 2001 – 27
- 2001 – Justboy
- 2002 – 57
- 2002 – Joy.Discovery.Invention
- 2002 – Toys, Toys, Toys, Choke, Toys, Toys, Toys
- 2003 – The Ideal Height
- 2003 – Questions and Answers
- 2003 – Eradicate the Doubt
- 2004 – There's No Such Thing as a Jaggy Snake
- 2004 – Glitter and Trauma
- 2004 – My Recovery Injection
- 2005 – Only One Word Comes to Mind
- 2006 – Semi-Mental
- 2006 – Saturday Superhouse
- 2007 – Living is a Problem Because Everything Dies
- 2007 – Folding Stars
- 2007 – Machines
- 2008 – Who's Got a Match?
- 2008 – Mountains
- 2009 – That Golden Rule
- 2009 – The Captain
- 2010 – Many of Horror
- 2010 – Bubbles
- 2010 – God and Satan
- 2013 – Black Chandelier
- 2013 – Biblical
- 2013 – Opposite
- 2013 – Victory Over the Sun
- 2016 – Wolves of Winter
- 2016 – Animal Style
- 2016 – Howl
- 2016 – Re-Arrange
- 2020 – Instant History
- 2020 – Tiny Indoor Fireworks
- 2020 – Weird Leisure
- 2020 – Space
- 2021 – North Of No South
- 2021 – Unknown Male 01
- 2021 – A Hunger In Your Haunt
- 2021 – Errors In The History Of God
- 2025 – A Little Love

## Premi
- 2010 
  - Kerrang! Awards "Best Music Video" per The Captain
  - NME Awards "Best Music Video" per The Captain
  - Radio 1 Teen Awards "Best Song" per Bubbles
  - BRIT Award "Best Live Band"
- 2011 
  - Kerrang! Awards "Classic Songwriter"
  - NME Awards "Best British Band"
  - NME Awards "Best Live Band"
- 2013 
  - Kerrang! Awards "Best Album" per Opposites
  - NME Awards "Best British Band"
  - Q Awards "Best Album" per Opposites